# Коломыя (аэродром)
Коломыя (укр. Коломия) — военный аэродром, расположенный вблизи одноимëнного города Коломыя (Ивано-Франковская область).

## История
Военный аэродром Коломыя, также известный как Коломыйская авиабаза, — ранее полностью военный аэродром (сейчас — совместное использование) расположен на окраине города Коломыя (Ивано-Франковская область). До 2004 года был местом базирования полка разведывательной авиации. Общая площадь аэропорта — 400 га. Взлётная полоса — 2500×60 м.
С 1945 года по 1950 год на аэродроме базировался 277-й бомбардировочный авиационный Млавский Краснознаменный полк на самолётах Douglas A-20B. В 1950 году полк перебазировался на аэродром Ивано-Франковск.
С 1960 года на аэродроме базировался 48-й отдельный гвардейский разведывательный авиационный Нижнеднестровский ордена Суворова полк на самолётах Ил-28Р (1952—1973), Як-27Р (1958—1972), Як-28У (1962—1988), Як-28 (1973—1988), Су-17М3Р (1978—1988), МиГ-25РБ (1973—1992), Су-24МР (1988—1992). 
В 1992 году полк передан в состав ВВС Украины. С 2016 года используется министерством обороны Украины в режиме боевого дежурства.